# St. Pauli

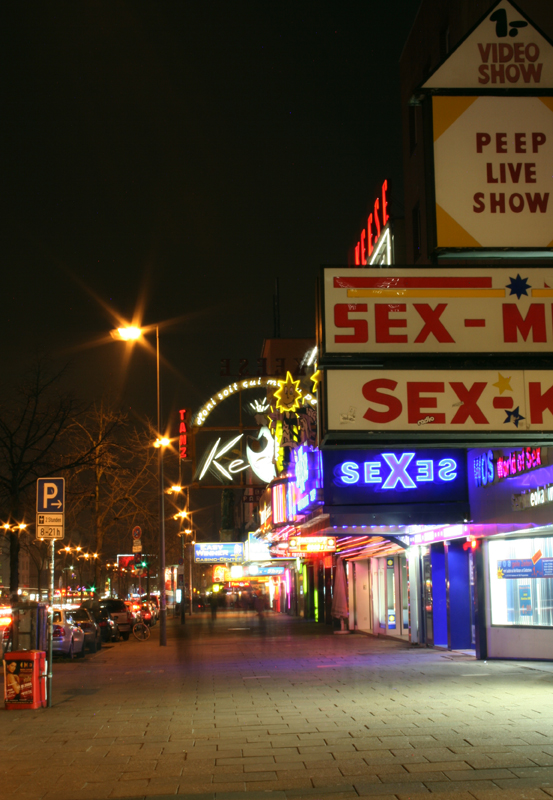
Reeperbahn, uma das ruas mais conhecidas de St. Pauli e Hamburgo.

St. Pauli (Sankt Pauli) é um bairro da cidade alemã de Hamburgo situado no distrito municipal de Hamburg-Mitte, próximo ao porto. Nesse bairro fica o estádio do Millerntor-Stadion, onde treina e costuma jogar o Fußball-Club Sankt Pauli von 1910. Trata-se de uma localidade onde sexshops e bares ligados a cultura rock and roll trazem um clima underground único.
Antes de serem famosos, The Beatles tocaram em St. Pauli, entre 1960 e 1962.
Em 2012, o jornal britânico The Guardian incluiu St. Pauli na lista dos cinco melhores lugares do mundo para se viver, ao lado do Santa Cruz de Tenerife, em Espanha; o distrito de Cihangir, em Istambul; a costa norte de Maui, na Hawaii, e Portland, no estado de Oregon (Estados Unidos).